# Earl Lloyd-George of Dwyfor

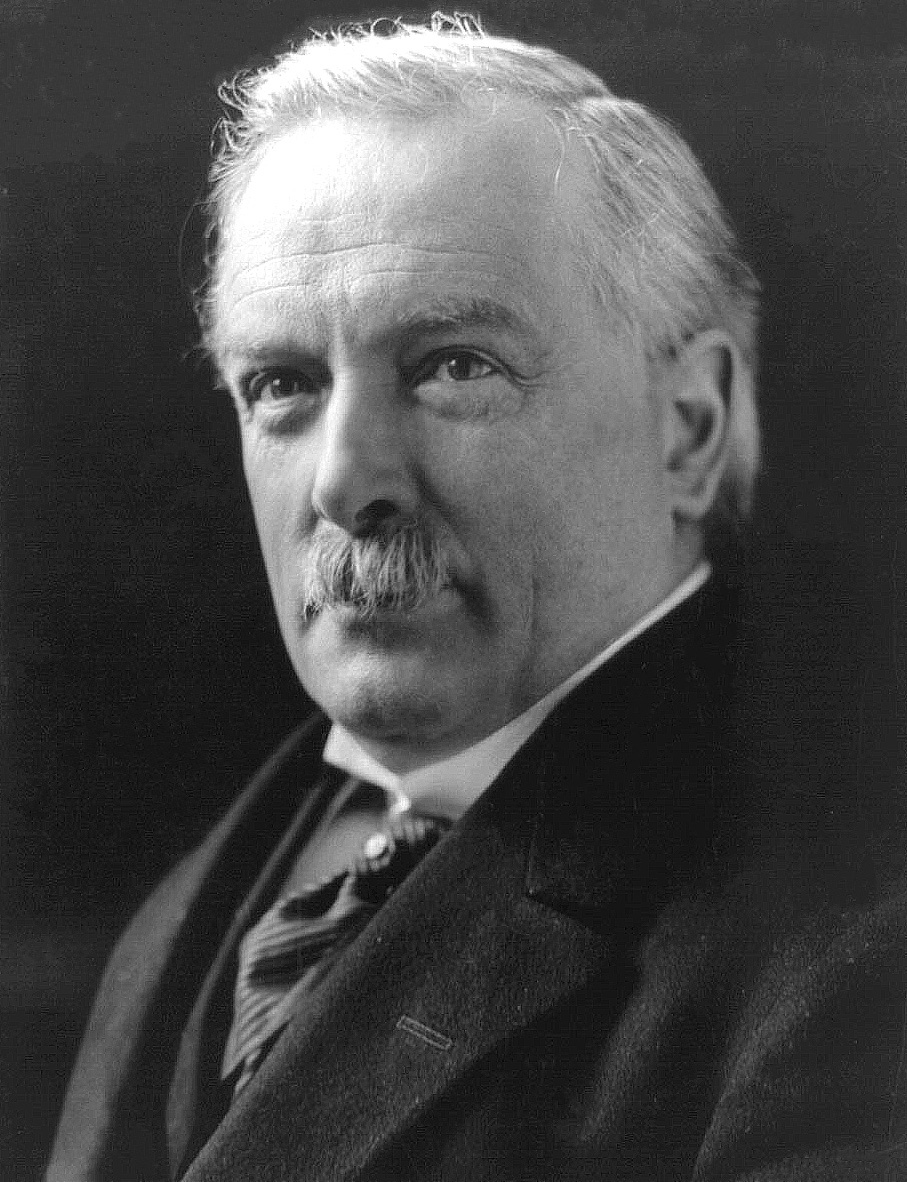
David Lloyd George, 1. Earl Lloyd-George of Dwyfor

Wappen der Earls Lloyd-George of Dwyfor

Earl Lloyd-George of Dwyfor ist ein erblicher britischer Adelstitel in der Peerage of the United Kingdom, der vom Oberhaupt der Familie Lloyd George geführt wird. Der Titel wird, anders als der Familienname, mit einem Bindestrich geschrieben.
Stammsitz der Familie ist Ffynone, in der Nähe von Newcastle Emlyn in Carmarthenshire.

## Verleihung
Der Titel wurde im Jahre 1945 für den letzten liberalen Premierminister David Lloyd George geschaffen. Dieser war sechs Jahre Premierminister, insbesondere in der zweiten Hälfte des Ersten Weltkriegs, und mehr als 50 Jahre Mitglied des House of Commons gewesen. Er starb nur wenige Monate nach Verleihung der Würde.

## Nachgeordneter Titel
Gleichzeitig mit der Earlswürde erhielt Lloyd George den Titel eines Viscount Gwynedd,  of Dwyfor in the County of Caernarvon, verliehen, der ebenfalls zur Peerage of the United Kingdom gehört. Dieser nachgeordnete Titel wird vom jeweiligen Titelerben als Höflichkeitstitel geführt.

## Liste der Earls Lloyd-George of Dwyfor (1945)
- David Lloyd George, 1. Earl Lloyd-George of Dwyfor (1863–1945)
- Richard Lloyd George, 2. Earl Lloyd-George of Dwyfor (1889–1968)
- Owen Lloyd George, 3. Earl Lloyd-George of Dwyfor (1924–2010)
- David Richard Owen Lloyd George, 4. Earl Lloyd-George of Dwyfor (* 1951).

Titelerbe ist der Sohn des jetzigen Earls, William Alexander Lloyd George, Viscount Gwynedd (* 1986).